# Holbrook (Nebraska)
Holbrook es una villa ubicada en el condado de Furnas en el estado estadounidense de Nebraska. En el Censo de 2010 tenía una población de 207 habitantes y una densidad poblacional de 496,42 personas por km².

## Geografía
Holbrook se encuentra ubicada en las coordenadas 40°18′17″N 100°0′36″O / 40.30472, -100.01000. Según la Oficina del Censo de los Estados Unidos, Holbrook tiene una superficie total de 0.42 km², de la cual 0.42 km² corresponden a tierra firme y (0%) 0 km² es agua.

## Demografía
Según el censo de 2010, había 207 personas residiendo en Holbrook. La densidad de población era de 496,42 hab./km². De los 207 habitantes, Holbrook estaba compuesto por el 97.58% blancos, el 0% eran afroamericanos, el 0.48% eran amerindios, el 0% eran asiáticos, el 0% eran isleños del Pacífico, el 0.97% eran de otras razas y el 0.97% pertenecían a dos o más razas. Del total de la población el 6.76% eran hispanos o latinos de cualquier raza.